# Crisia incurva
Crisia incurva är en mossdjursart som beskrevs av William Aitcheson Haswell 1880. Crisia incurva ingår i släktet Crisia och familjen Crisiidae. Inga underarter finns listade i Catalogue of Life.